# Осяяння (фільм)
«Осяяння» — український радянський художній фільм 1971 року режисера Володимира Денисенка. Стрічку створено на «Кіностудії імені Олександра Довженка». Вперше вийшла на екрани у 1973 році. Головну роль, молодого інтелектуала-науковця, у фільмі виконав Богдан Ступка.

## Синопсис
У стрічці йдеться про вчених-мікробіологів, які досліджують причини та механізми дії онкологічних захворювань, шукають шляхи боротьби з цією підступною та небезпечною для людини хворобою.

## У ролях
| Актор                   | Роль                         |
| ----------------------- | ---------------------------- |
| Богдан Ступка           | Юрій Морозенко, головна роль |
| Нонна Терентьєва        | Олена Морозенко              |
| Василь Симчич           | Андрій Осадчий               |
| Володимир Скомаровський | Корж                         |
| Олександр Гринько       | Дружинін                     |
| Костянтин Губенко       | дядько Сазон                 |
| Володимир Олексієнко    | Шептун                       |
| Ніна Реус               | Світлана                     |
| Володимир Денисенко     | епізодична роль              |
| Варвара Маслюченко      | епізодична роль              |
| Галина Довгозвяга       | епізодична роль              |
| Ніна Матвієнко          | епізодична роль              |
| Анатолій Соколовський   | епізодична роль              |
| Джемма Фірсова          | епізодична роль              |

## Знімальна група
- Режисер-постановник: Володимир Денисенко
- Режисери-асистенти: В'ячеслав Криштофович[3], Олександр Козир
- Сценаристи: Володимир Денисенко
- Оператор-постановник: Василь Трушковський
- Оператор: Олексій Терзієв[4]
- Оператор комбінованих зйомок: Олександр Пастухов
- Композитор: Леонід Грабовський
- Художники-постановники: Віктор Жилко[5], Олександр Кудря
- Художник комбінованих зйомок: Віктор Демінський
- Художник по гриму: Яків Грінберг
- Звукорежисер: Георгій Салов
- Редактор: Тетяна Ковтун
- Музичне оформлення з творів Максима Березовського[6]

## Цікаві факти
Портрет Юрія Морозенка (Богдан Ступка), який у стрічці малює Андрій Осадчий (Василь Симчич), намалював відомий український художник Іван Марчук. Тепер портрет зберігається у Національному художньому музеї України.